# Мінерал S
Мінерал S (рос. минерал S; англ. mineral S; нім. Mineral S n) — сульфід, який містить Ni, Ge і небагато Cu та Fe. Сингонія тетрагональна. Виявлений у вигляді мікроскопічних кристалів, схожих на пірит у шліфах з родов. Цумеб (Намібія). (H.Strunz, 1959).